# Аљо (Локњански рејон)
Аљо (рус. Алё), понегде и као Миритиничко језеро (рус. Миритиницкое озеро) слатководно је језеро глацијалног порекла смештено у западном делу Локњанског рејона на југу Псковске области, односно на западу европског дела Руске Федерације. Из језера отиче река Пузна (притока Локње) која га повезује са басеном реке Ловат, односно са басеном реке Неве и Балтичким морем.
Акваторија језера обухвата површину од око 4,8 км² (483,9 хектара, с острвима око 5 км² или 497 хектара). Максимална дубина језера је до 9 метара, док је просечна дубина око 4,3 метра. Ка језеру се одводњава територија површине око 68 км². Језеро се налази у источном делу моренског Бежаничког побрђа.
На обали језера налазе се села Пузево и Миритиници.